# علی‌کندی (چاراویماق)
علی‌کندی یکی از روستاهای استان آذربایجان شرقی است که در دهستان چاراویماق جنوب غربی بخش مرکزی شهرستان چاراویماق واقع شده‌است.این روستا ۳۴ نفر جمعیت دارد.